# Dinamo Moscou (volley-ball féminin)
Maillots
Dinamo Moscou est un club de volley-ball russe, section du club omnisports du Dinamo Moscou, fondé en 1926 et basé à Moscou, évoluant pour la saison 2019-2020 en Superliga.

## Palmarès
- Championnat d'URSS[2]
  - Vainqueur : 1947, 1951, 1953, 1954, 1955, 1960, 1962, 1970, 1971, 1972, 1973, 1975, 1977, 1983.
  - Finaliste : 1949, 1952, 1957, 1958, 1966, 1974, 1981.
- Coupe d'URSS[2]
  - Vainqueur : 1950, 1951, 1953, 1982.
  - Finaliste : 1978, 1981, 1985.
- Championnat de Russie[2]
  - Vainqueur : 2006, 2007, 2009, 2016[3]2017[4]2018[5]2019
  - Finaliste : 2005, 2008, 2010, 2011, 2012, 2013, 2014[6]2015[7]
- Coupe de Russie[2]
  - Vainqueur : 2009, 2011, 2013[8]2018[9]
  - Finaliste : 2004, 2007, 2008, 2012, 2016, 2019.
- Supercoupe de Russie
  - Vainqueur : 2017[10] 2018[11]
  - Finaliste : 2019.
- Coupe des champions[2]
  - Vainqueur : 1961, 1963, 1965, 1968, 1969, 1970, 1971, 1972, 1974, 1975, 1977.
- Ligue des champions[2]
  - Finaliste : 2007, 2009.
- Coupe des Coupes[2]
  - Finaliste : 1982.
- Top Teams Cup[2]
  - Finaliste : 2006.

## Effectifs

### Saison 2020-2021
| No                                            | Nom                                           | Date de naissance                             | Taille                         | Poids                          | Poste                          |
| --------------------------------------------- | --------------------------------------------- | --------------------------------------------- | ------------------------------ | ------------------------------ | ------------------------------ |
| 1                                             | Sofia Kouznetsova                             | 31 octobre 1999                               | 184                            |                                | Réceptionneuse-attaquante      |
| 2                                             | Daria Talycheva                               | 16 octobre 1991                               | 182                            | 69                             | Libero                         |
| 3                                             | Iekaterina Iefimova                           | 3 juillet 1993                                | 193                            | 70                             | Centrale                       |
| 5                                             | Iekaterina Orlova                             | 21 octobre 1987                               | 193                            | 79                             | Centrale                       |
| 6                                             | Iana Chtcherban                               | 6 septembre 1989                              | 188                            | 71                             | Réceptionneuse-attaquante      |
| 7                                             | Tatiana Romanova                              | 9 septembre 1994                              | 181                            | 68                             | Passeuse                       |
| 8                                             | Natalia Gontcharova                           | 1er juin 1989                                 | 196                            | 74                             | Attaquante                     |
| 9                                             | Iekaterina Ienina                             | 10 mai 1993                                   | 192                            | 76                             | Centrale                       |
| 10                                            | Maria Bibina                                  | 26 mars 1994                                  | 176                            | 62                             | Libero                         |
| 11                                            | Hanna Klimets                                 | 4 mars 1998                                   | 186                            | 70                             | Attaquante                     |
| 12                                            | Marina Babechina                              | 26 juin 1985                                  | 181                            | 62                             | Passeuse                       |
| 13                                            | Irina Fetissova                               | 7 septembre 1994                              | 190                            | 76                             | Centrale                       |
| 15                                            | Natalia Krotkova                              | 1er juillet 1992                              | 186                            | 65                             | Réceptionneuse-attaquante      |
| 18                                            | Natália Pereira                               | 4 avril 1989                                  | 186                            | 78                             | Réceptionneuse-attaquante      |
|                                               |                                               |                                               |                                |                                |                                |
| Encadrement technique                         | Encadrement technique                         |                                               | Légende                        | Légende                        | Légende                        |
| Entraîneur : Željko Bulatović                 | Entraîneur : Željko Bulatović                 | Entraîneur : Željko Bulatović                 | : Capitaine                    | : Capitaine                    | : Capitaine                    |
| Entraîneur(s) adjoint(s) : Aleksandr Soukomel | Entraîneur(s) adjoint(s) : Aleksandr Soukomel | Entraîneur(s) adjoint(s) : Aleksandr Soukomel | : Joueuse blessée actuellement | : Joueuse blessée actuellement | : Joueuse blessée actuellement |

| Équipe type : Dinamo Moscou (volley-ball féminin)                                                                        |
| \| Babechina · # 12 Chtcherban · # 6 Fetissova · # 13 Gontcharova · # 8 Natália · # 18 Iefimova · # 3 Talycheva · # 2 \| |
| Babechina · # 12 Chtcherban · # 6 Fetissova · # 13 Gontcharova · # 8 Natália · # 18 Iefimova · # 3 Talycheva · # 2       |

| Babechina · # 12 Chtcherban · # 6 Fetissova · # 13 Gontcharova · # 8 Natália · # 18 Iefimova · # 3 Talycheva · # 2 |